# Adalékanyag
Adalékanyag (additiva, additivum) a csoportosító neve azoknak az anyagoknak, amelyeket kis mennyiségben adnak hozzá az alapanyagokhoz bizonyos termékek gyártása során, ezek tulajdonságainak módosítása, javítása céljából.

## Csoportosítása
A csoportosítás több szempont szerint lehetséges.
- Felhasználási terület szerint:
  - ásványolajipari adalékok,
  - gyógyszeripari adalékok,
  - élelmiszeripari adalékok.
- Kémiai szempontból
  - vegyi anyagok
  - nem vegyi anyagok

## Az élelmiszer-adalékanyag
Hazánkban a Magyar Élelmiszerkönyv hatályos szabályozása szerint  élelmiszer-adalékanyag „ minden olyan élelmiszerként önmagában nem fogyasztott és jellemző élelmiszer összetevőként nem alkalmazott anyag – tekintet nélkül arra, hogy van-e tápértéke vagy sem –, amelyet az adott élelmiszer gyártása, feldolgozása, elkészítése, kezelése, csomagolása, szállítása és tárolása során technológiai célból szándékosan adnak az élelmiszerhez, melynek eredményeként önmaga vagy származéka közvetlenül vagy közvetetten az élelmiszer összetevőjévé válik”.